# Stará Halič
Stará Halič (in ungherese Gácsfalu) è un comune della Slovacchia facente parte del distretto di Lučenec, nella regione di Banská Bystrica.